# Popcorn Time
Popcorn Time — кроссплатформенный свободный BitTorrent-клиент, включающий медиапроигрыватель.
Получил характеристику «Netflix для пиратов», позволяя безвозмездно просматривать популярные фильмы и сериалы людям, незнакомым с технологиями файлообмена и привыкшим к сервисам потокового видео.
Журнал Time охарактеризовал Popcorn Time следующим образом:
Popcorn Time настолько хорош в пиратстве фильмов, что это пугает.
На осень 2014 года доступно несколько независимо развиваемых форков исходного кода практически для всех платформ — Linux, Windows, macOS и Android, в том числе с отличной от первоначальной функциональностью и названиями.

## Описание
Интерфейс Popcorn Time представляет собой полноэкранный каталог, реализованный в виде обложек фильмов, отсортированных по популярности, со встроенным поиском.
Воспроизведение начинается сразу после выбора произведения, чем напоминает сервисы потокового вещания.
С этого же момента происходит и раздача сохранённых на диске частей файла.
После окончания просмотра раздача файла продолжается до начала сохранения (просмотра) нового файла.
В форках иногда добавляются собственные элементы интерфейса, изменяющие или дополняющие изначальную функциональность; происходит адаптация и/или интернационализация различной глубины.

## Технологии
Изначальный код Popcorn Time написан на JavaScript с применением node-webkit, основанного на компонентах браузера Chromium и платформе Node.js, который позволяет при разработке интерфейса использовать web-технологии (HTML5, CSS3 и WebGL).
Декодирование видео осуществляется при помощи библиотеки ffmpeg.
Для загрузки информации с torrent-сайтов используется YIFY API.
Обложки фильмов получаются на основе метаданных сервиса Internet Movie Database.
При просмотре поддерживается загрузка через OpenSubtitles и отображение внешних субтитров на множестве языков, включая русский.
Многочисленные форки могут использовать собственные технологии и сторонние сервисы.
Например, была добавлена поддержка Chromecast и AirPlay, интеграция с Trakt.tv.

## История
Popcorn Time был изначально создан «за несколько недель» командой из Буэнос-Айреса (Аргентина), избравшей в качестве талисмана Pochoclín (от pochoclo — попкорна на местном сленге).
В прессе в качестве члена команды разработчиков упоминается некий Себастьян (англ. Sebastian).
После создания Popcorn Time получил неожиданное внимание со стороны ведущих мировых СМИ (Time, PC Magazine и CBS News), что повлекло за собой давление на разработчиков со стороны правообладателей.
14 марта 2014 года первоначальные разработчики закрыли сайт, а также GitHub репозиторий проекта сообщив на его титульной странице:
Сегодня Popcorn Time будет отключён. Не потому, что мы устали или у нас кончился энтузиазм, просто мы хотим наслаждаться жизнью дальше и эта тема нас больше не касается. <...> Этот эксперимент поставил нас перед необходимостью вести бесконечные споры о пиратстве и авторском праве, а также создал угрозу юридических преследований и закулисных махинаций, из-за которых мы чувствуем себя в опасности, занимаясь любимым делом. Мы не хотим принимать участие в этой битве.
Практически сразу в сети появилось несколько форков оригинального кода и той же функциональностью развиваемых, как сообщается, независимыми анонимными сообществами разработчиков.
В частности, одними из первых к проекту подключилась команда YTS.
К середине июля 2014 года большинство проектов, развивающих Popcorn Time было закрыто без объяснения причин и их код исчез из репозиториев GitHub. Позднее стало известно, что причиной закрытия проекта стало судебное разбирательство, инициированное представителями Американской ассоциации кинокомпаний (MPAA), и привело к судебному преследованию разработчиков в Канаде. В феврале 2016 года неизвестным разработчиком был выпущен новый релиз программы, который получил название «Hail Hydra» («Хайль Гидра»). Как сообщается на официальном Твиттер-аккаунте, основной сайт приложения получил новый адрес в сети интернет https://popcorntime.app/ Архивная копия от 22 февраля 2021 на Wayback Machine.
5 января 2022 года один из форков с закрытым исходным кодом объявил о своем закрытии из-за низкой посещаемости, в результате того, что большинство не разобралось по новостным сайтам расползлась информация что прекратили работу все форки. Спустя год форк так и не закрылся, и клиент продолжает работать, хотя сайта не существует и скачать клиент можно с различных сайтов.